# Aldin Skenderovic
Aldin Skenderovic (* 28. Juni 1997 in Bihor bei Trpezi in der Gemeinde Petnjica) ist ein luxemburgischer Fußballnationalspieler montenegrinischer Herkunft.

## Karriere
In seiner ganzen Jugendzeit spielte er für den FC Differdingen 03. Nachdem er im Alter von 17 Jahren ein Erstligaspiel für den FC Differdingen 03 bestritten hatte, wechselte er im Sommer 2015 weiter zu Union Titus Petingen in die Ehrenpromotion, wo er den sofortigen Aufstieg in die BGL Ligue feiern konnte.
In der Winterpause 2017/18 wechselte Skenderovic zum deutschen Verein SV 07 Elversberg in die Regionalliga Südwest. Zur Saison 2019/20 wurde er vom FC Progrès Niederkorn verpflichtet. Dort war er zwei Spielzeiten aktiv und erzielte in 72 Ligaspielen einen Treffer. Im Juni 2022 gab dann der amtierende Landesmeister F91 Düdelingen den Wechsel des Abwehrspielers bekannt, doch schon ein Jahr später wechselte er weiter zu Swift Hesperingen. Nach zwei weiteren Jahren mit 21 Ligapartien schloss er sich im Sommer 2025 dem Ligavialen FC Rodingen 91 an.

### Nationalmannschaft
Skenderovic spielte erstmals am 31. August 2017 für die Luxemburgische Fußballnationalmannschaft in der WM-Qualifikation zuhause gegen Weißrussland (1:0) und kam über 90 Minuten zum Einsatz. Auch beim Qualifikationsspiel drei Tage später in Toulouse gegen Frankreich (0:0) stand er über die gesamte Spielzeit auf dem Feld. In den folgenden fünf Jahren kam er auf insgesamt 27 A-Länderspiele.

## Erfolge
- Saarlandpokalsieger: 2018